# مسيرة الحرية لغزة
مسيرة الحرية لغزة هي خطة لمسيرة سياسية سلمية، في عام 2009 لإنهاء الحصار المفروض على قطاع غزة. كان من المقرر أن تنطلق المسيرة في 31 ديسمبر/كانون الأول من عزبة عبد ربه، وهي منطقة دمرت خلال عملية الرصاص المصبوب، وتتجه نحو معبر إيريز، نقطة العبور إلى إسرائيل في الطرف الشمالي من قطاع غزة. كان من المقرر أن تقام هذه المسيرة بعد مرور عام على الهجوم الإسرائيلي على غزة والذي أسفر عن سقوط أكثر من 1400 قتيل فلسطيني.
ذكرت حركة المقاطعة وسحب الاستثمارات وفرض العقوبات أن المسيرة نفسها "مستوحاة من عقود من المقاومة الفلسطينية اللاعنفية، بدءًا من الانتفاضات الشعبية الجماهيرية في الانتفاضة الأولى وحتى قرويي الضفة الغربية الذين يقاومون حاليًا الاستيلاء على الأراضي بواسطة جدار الضم الإسرائيلي".
كان أكثر من 1350 شخصًا من 42 دولة حول العالم يخططون للانضمام إلى الفلسطينيين في المسيرة، ومن بينهم ميدي بنيامين، وأليس ووكر، وروني كاسريلز، وأليمة بومدين-تييري، وهيدي إبستاين، ويوسف بركات، وروجر ووترز، وستارهوك، ولوي فيتالي، وآنا رايت. لكن السلطات المصرية منعت الاحتجاج، ولم تتمكن المسيرة من تنظيمها كما كان مخططًا لها. قد استوحيت المسيرة من حملات أخرى مختلفة مثل حركة تحرير غزة وحركة تحيا فلسطين.

## المؤيدين والمشاركين
من بين المؤيدين للمسيرة هوارد زين، وجور فيدال، وأرون غاندي، ونعومي كلاين، ونعوم تشومسكي، ونورمان فينكلشتاين، وهو شخصية مثيرة للجدل بين العديد من الأشخاص لأنه عارض حركة المقاطعة وسحب الاستثمارات وفرض العقوبات، ولكنه من المؤيدين المتحمسين للفلسطينيين. كان من المؤيدين في البداية، لكنه سحب تأييده لاحقًا قائلاً إن البيان الجديد لسياق المسيرة أثار الكثير من القضايا الخلافية. قام علي جلينسك، منظم الطلاب في بيركلي، بتنسيق التواصل مع الطلاب خلال المسيرة، وكان من المقرر أن يشارك أكثر من 100 طالب.
كما خططت لويزا مورغانتيني، وعليمة بومدين تييري، ودريد لحام، ووالدن بيلو للمشاركة في مسيرة الحرية لغزة. صرحت هيدي إبستاين، إحدى الناجيات من الهولوكوست، في اليوم المخطط للمسيرة قائلة: "تأتي لحظة في حياة المرء عندما قد يحتاج إلى فعل أكثر من مجرد الكلام (من أجل) تغيير رأي الحكومة المصرية حتى تسمح لنا بالذهاب إلى غزة". كان من المقرر أن يشارك في المسيرة ما يقدر بنحو 50 ألف فلسطيني. دعت حركة المقاطعة وسحب الاستثمارات وفرض العقوبات (BDS)، وهي المنظمة المؤيدة للفلسطينيين، رسميًا إلى المشاركة في المسيرة في أواخر أكتوبر/تشرين الأول 2009، ووصفت حصار غزة بأنه "انتهاك صارخ للقانون الدولي"، كما ذكرت أن غرض المسيرة هو الضغط على مصر لرفع الحصار عن غزة وإنهاء إسرائيل لحصارها المستمر منذ عقود على المنطقة. على النقيض من التغطية الإعلامية لمسيرة الحرية لغزة في العالم العربي، كانت التغطية الإعلامية في الولايات المتحدة وغيرها من الدول الغربية ضئيلة.

## خطط للمسيرة
لقد واجهت المسيرة الكثير من العقبات منذ البداية، لكن الأفكار التي خطط لها كانت جوهرية. وفقًا لموقع مسيرة الحرية لغزة، كان من المفترض أن تتضمن المسيرة "... موسيقى الهيب هوب (بما في ذلك أغنية كُتبت خصيصًا للمسيرة) وتعليقات من المزارعين والصيادين والتجار وغيرهم على تأثير الحصار. عند الوصول إلى معبر إيرز، ستُطلق البالونات والطائرات الورقية والأعلام للتعبير عن التضامن مع الفلسطينيين ونشطاء السلام الإسرائيليين على الجانب الآخر." كان هدف المسيرة لفت الانتباه إلى الهجمات المروعة على الفلسطينيين في غزة. من بين المجموعات الأخرى المؤيدة لجنة خدمة الأصدقاء الأمريكية، وفريق ميتا للسلام، والاتحادات الفلسطينية، حيث خططوا جميعًا للاجتماع معًا في القاهرة. كان نحو 1400 شخص يخططون للاحتجاج حتى رفضت مصر السماح لهم بالدخول إلى غزة بعد ضغوط من الولايات المتحدة وإسرائيل. يستمر هذا الحصار حتى يومنا هذا. مع ذلك، سمحت مصر لـ 100 متظاهر بدخول غزة.

## السلطات المصرية تمنع دخول غزة
في 20 ديسمبر/كانون الأول 2009، أعلنت الحكومة المصرية أنها لن تسمح لأحد بالعبور إلى غزة من مصر، مما يعني حظر المسيرة فعلياً. أصدرت الحكومة تحذيراً مفاده أن أي شخص يحاول العبور عبر رفح سوف "يُعامل بموجب القانون". ذهبت السلطات المصرية إلى حد إلغاء التصاريح الخاصة بمناطق التجمعات العامة وإجبار شركات الحافلات والنقل على إلغاء العقود السابقة التي أبرمتها مع منظمي المسيرة.
في واقع الأمر، تم اعتقال 25 أميركياً خارج السفارة الأميركية في القاهرة بمصر، فضلاً عن سبعة أو ثمانية داخل السفارة. كان سبب مشاركة الأميركيين في المسيرة المتجهة إلى السفارة هو التوسل إلى الولايات المتحدة لضمان سماح مصر للأميركيين بدخول غزة بالمساعدات الإنسانية من أجل تقديم المساعدة إلى سكان غزة. لقي الأميركيون الذين لجأوا إلى السفارة الأميركية استقبالا من قبل شرطة مكافحة الشغب ووحدات الكلاب البوليسية. قبل انطلاق المسيرة، تمركز المنظمون في القاهرة، في انتظار السفر إلى غزة عندما يحين الوقت. وكان من المفترض أن يلتقوا مع المنظمين في غزة للمساعدة في بدء المسيرة، إلا أن الحكومة المصرية رفضت السماح للمنظمين بالدخول. في هذه اللحظة بدأ المنظمون يشعرون بالقلق بشأن ما إذا كانت المسيرة ستقام أم لا. قبل ذلك، كان معظم المنظمين يعتقدون أنهم سوف يُسمح لهم بالدخول دون أي مشاكل.
كان أكثر من 1300 شخص من الشخصيات الدولية في الوفد الذي يعتزم الذهاب إلى غزة قد طلبوا من مصر إعادة النظر في حظرها، والذي شمل منع مسيرة الحرية لغزة من تسليم مئات الأطنان من المساعدات. كانت المساعدات، التي تضمنت معدات طبية متخصصة وحليب أطفال مجفف، متوقفة في العقبة، وهي مدينة ساحلية أردنية، في انتظار الإذن المصري لدخول مصر. أوصت الحكومة المصرية المنظمين باستغلال وقتهم في القاهرة كإجازة، لكن المنظمين اختاروا مخالفة توصية الحكومة من خلال عقد التجمعات العامة والمظاهرات في المدينة.
لوقف ذلك، أرسلت الشرطة المصرية شاحنات شرطة لحصار المنظمين ومنعهم من مغادرة فنادقهم. أما الذين تمكنوا من الفرار فقد تم جرهم بعيدًا وضربهم من قبل الشرطة المصرية. أخيرا، تم السماح فقط لمجموعة صغيرة من 100 شخص بالدخول مقارنة بأكثر من ألف شخص كانوا هناك، والذين بقوا خلفهم كانوا ينظرون إلى أولئك الذين ابتعدوا بحقد. وكان على الـ86 دولة التي سُمح لها بالدخول أن تواجه عقبة أخرى تتمثل في انسحاب الرعاة غير الحكوميين. بمجرد دخولها، تمكنت المجموعة من تنظيم الاحتجاج السلمي، والذي تضمن مؤتمراً، وترديد أغاني الحرية، وجميع الملصقات المليئة بعبارات "غزة حرة". انضم إلى المائة من الأجانب الذين سُمح لهم بالدخول عدة مئات من الفلسطينيين أثناء مسيرتهم نحو الحدود. كما شارك في الاحتجاج على الجانب الإسرائيلي من الحدود نحو 300 شخص.

## اقرأ ايضا
- مسيرة لانقاذ غزة (2025)